# Walden (New York)

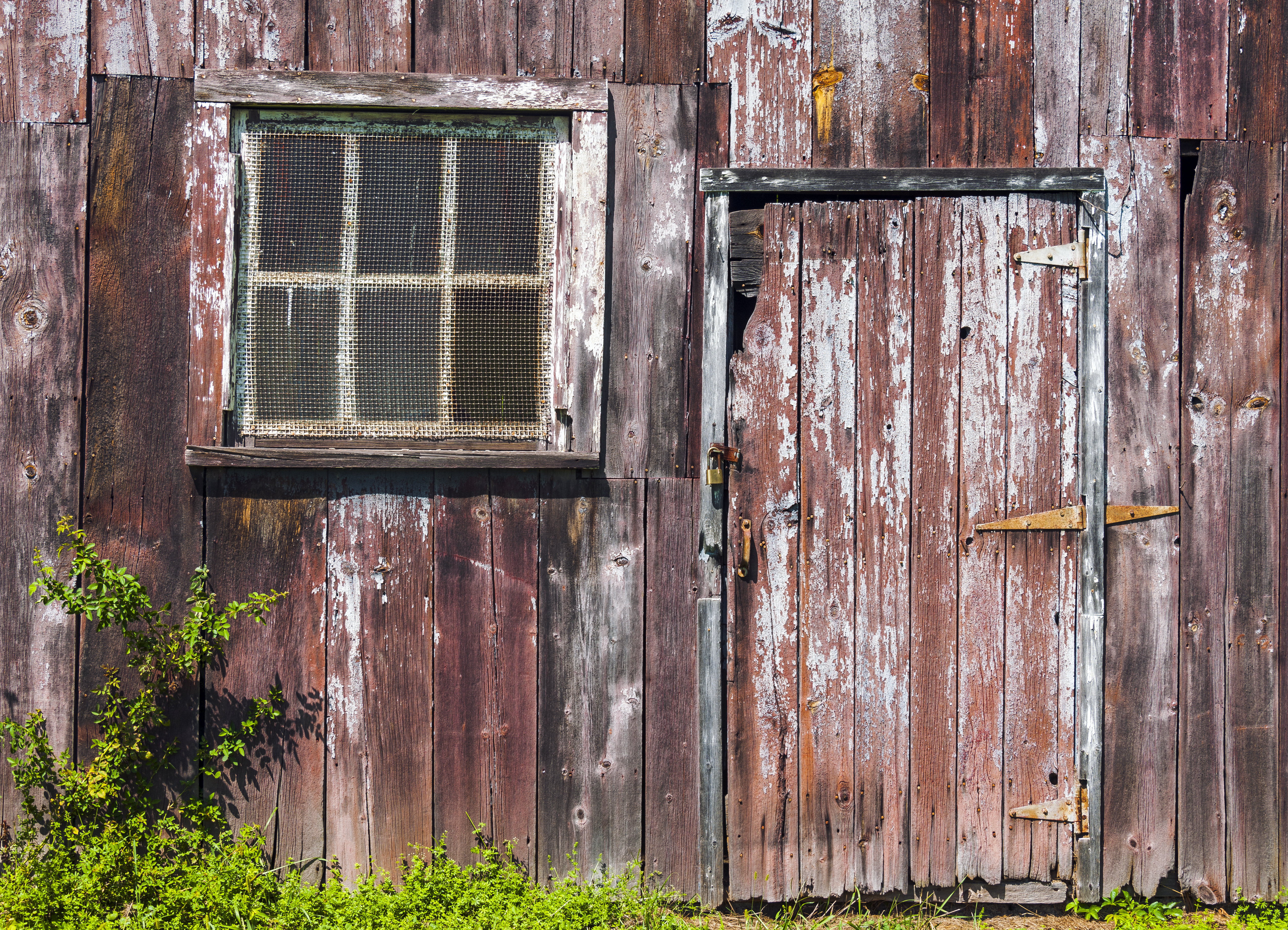
Fenêtre et porte d'un garage abandonné à Walden. Aout 2016.

Walden est un village du comté d'Orange, dans l'État de New York, aux États-Unis,. En 2020, il comptait une population de 6 818 habitants.

## Démographie
Lors du recensement de 2010, le village comptait une population de 6 978 habitants, tandis qu'elle s'élève à 6 818 habitants, en 2020.